# Fonty Flock
Truman Fontell „Fonty” Flock (ur. 20 marca 1921 w Fort Payne, zm. 15 lipca 1972) – amerykański kierowca wyścigowy, brat Boba Flocka i Tima Flocka.

## Kariera
Jak wielu pierwszych kierowców Nascar, rozpoczął od nielegalnej produkcji alkoholu. Jako nastolatek, rozwoził go rowerem. Później zaczął używać samochodu. Jak wspomina „Kiedyś specjalnie szukałem szeryfa, żeby mnie gonił”. Dodaje „To było zabawne. Poza tym mogłem pojechać do Kalifornii po części usprawniające mój samochód, a szeryf nie mógł sobie na to pozwolić”.
W 1940 roku wygrał wyścig na torze Lakewood Speedway w Atlancie rozgrywany na dystansie 100 mil. 27 lipca 1941 roku Flock startował do wyścigu na torze Daytona Beach Road Course z pierwszego pola, obok Roya Halla. Podczas wyścigu doszło do zderzenia obydwu zawodników, podczas którego samochód Flocka dachował i wypadł w krzaki. Pojazd wylądował na dachu. Pasy bezpieczeństwa pękły, a Flock wypadł z samochodu. Został zawieziony do szpitala z obrażeniami głowy, klatki piersiowej, pleców i złamaną miednicą. Wrócił do wyścigów w 1947 roku, po przerwie spowodowanej udziałem w II wojnie światowej w siłach powietrznych Stanów Zjednoczonych przez cztery lata. Jego brat namówił Eda Schencka, by wystawił 5 maja 1947 samochód dla Fott’ego na wyścig na torze North Wilkesboro Speedway. Fonty Flock zdobył pierwsze pole startowe i wygrał wyścig składający się z 30 okrążeń. Tak zaczął się powrót po czterech i pół roku przerwy. W następnych wyścigach zastąpił go jego brat, Bob, ale po poważnym wypadku, w którym doznał urazu pleców, Fonty dokończył sezon w jego samochodzie. Wygrał 7 z 47 wyścigów i zapewnił sobie mistrzostwo National Championship Stock Car Circuit. Pierwszy sezon głównej serii NASCAR, Strictly Stock zakończył na piątym miejscu. W 1950 odniósł pierwsze zwycięstwo w tej serii a torze Langhorne Speedway, a kolejny sezon zakończył z 8 zwycięstwami na drugiej pozycji w klasyfikacji generalnej. Kolejny rok także nie był zły, 2 zwycięstwa dały czwarte miejsce w klasyfikacji mistrzostw.
W 1953 przez jedną minutę prowadził w wyścigu. Zobaczył białą flagę oznaczającą ostatnie okrążenie. Na początku ostatniego okrążenia zabrakło jednak paliwa. Samochód został zepchnięty przez zespół do boksu. Wyścig wygrał Bill Blair, a Flock dojechał drugi z 26 sekundową stratą do zwycięzcy.
Swoje ostatnie zwycięstwo w Nascar odniósł w 1956 na torze Charlotte Speedway (obecnie Lowe’s Motor Speedway). Rok później wystartował w swoich dwóch ostatnich wyścigach. Pierwszy miał miejsce na torze Daytona byłby prawdopodobnie ostatnim, ale Herb Thomas ranny po wypadku na torze Charlotte w 1956, poprosił Flocka, by wystartował na Darlington Raceway zamiast niego. Na 27 okrążeniu zderzył się z Paulem Goldsmithem i Bobbym Myersem, który zginął w tym wypadku. Fonty Flock na łóżku szpitalnym zdecydował zakończyć swą karierę. Wystartował w 153 wyścigach Nascar, 19 wygrał a do 33 startował z pierwszego pola.
W 1972 roku zmarł na raka.